# Caffrommatissus trimaculata
Caffrommatissus trimaculata är en insektsart som beskrevs av Ronald Gordon Fennah 1967. Caffrommatissus trimaculata ingår i släktet Caffrommatissus och familjen Tropiduchidae. Inga underarter finns listade i Catalogue of Life.